# Должицы (Лукомская волость)
Должицы — деревня в Дновском районе Псковской области России.  Входит в городское поселение Дно.
Расположена в северной части района, в 17 км к северо-востоку от районного центра, города Дно, на железной дороге Дно — Сольцы — Санкт-Петербург (остановочный пункт 230 км).
Подходящая к деревне дорога не пригодна для движения легковых автомобилей, летом до ближайшего населëнного пункта с регулярным автобусным сообщением (Лукомо) можно проделать на велосипеде, холодной зимой или в очень сухую погоду — на внедорожнике.

## Население
| 2001 | 2002 | 2010 |
| ---- | ---- | ---- |
| 39   | ↘36  | ↘16  |

Численность населения деревни составляла на 2000 год — 39 человек.

## История
До 2005 года входила в состав ныне упразднённой Замошской волости (с центром в д. Лукомо), с 2006 до 2015 года — в состав Лукомской волости.